# Liste der FFH-Gebiete in der Stadt Bamberg
Die Liste der FFH-Gebiete in der Stadt Bamberg zeigt die FFH-Gebiete der oberfränkischen Stadt Bamberg in Bayern.
Teilweise überschneiden sie sich mit bestehenden Natur-, Landschaftsschutz- und EU-Vogelschutzgebieten.
In der Stadt befinden sich insgesamt vier und zum Teil mit anderen Landkreisen überlappende FFH-Gebiete.
| Altwässer an der Regnitzmündung bei Bamberg und bei Viereth |  | 6031-371 WDPA: 555521316 | Bamberg, Landkreis Bamberg                      |  | ⊙ | 150,97 |  |
| Bruderwald mit Naturwaldreservat Wolfsruhe                  |  | 6131-302 WDPA: 555521372 | Bamberg                                         |  | ⊙ | 462,00 |  |
| Regnitz, Stocksee und Sandgebiete von Neuses bis Hallstadt  |  | 6131-371 WDPA: 555521373 | Bamberg, Landkreis Bamberg, Landkreis Forchheim |  | ⊙ | 259,35 |  |
| Wiesen um die Altenburg bei Bamberg                         |  | 6131-372 WDPA: 555521374 | Bamberg, Landkreis Bamberg                      |  | ⊙ | 56,75  |  |
| Legende für Fauna-Flora-Habitat                             |  |                          |                                                 |  |   |        |  |